# Aydın Güven Gürkan
Aydın Güven Gürkan (* 10. Mai 1941 in Perçenç; † 22. Januar 2006 in Istanbul) war ein türkischer Politikwissenschaftler und Politiker.

## Leben
Aydın Güven Gürkan wurde 1941 in Perçenç (heute: Akçakiraz), wenige Kilometer südlich der anatolischen Provinzhauptstadt Elazığ geboren. Im Jahr 1963 schloss er ein Studium der Politikwissenschaften an der Universität Ankara erfolgreich ab. 1970 promovierte er mit summa cum laude an der Universität zu Köln. Nach seiner Rückkehr in die Türkei unterrichtete Gürkan als Professor an der Gazi Üniversitesi in Ankara und war Dekan der Fakultät für Journalismus. Im Jahr 1981 trat er aufgrund der Politik des nationalen Hochschulrates zurück.
Nach dem Militärputsch in der Türkei 1980 verbot der Nationale Sicherheitsrat alle Parteien im Land. Erst 1983 erlaubte der Sicherheitsrat die Gründung neuer Parteien nach strengen Vorgaben. Nur drei Parteien wurden zur ersten Parlamentswahl nach dem Putsch zugelassen. Aydın Güven Gürkan wurde Mitglied der kemalistischen Halkçı Parti (HP), die in der Tradition der von Mustafa Kemal Atatürk 1923 gegründeten Cumhuriyet Halk Partisi (CHP) stand. Bei der Parlamentswahl wurde die HP nach der Anavatan Partisi (ANAP) mit 30,47 Prozent zweitstärkste Kraft. Aydın Güven Gürkan wurde zum Abgeordneten der Provinz Antalya in die Große Nationalversammlung der Türkei gewählt.
1984 wurde er Generalsekretär seiner Partei. Am 1. Juli 1985 wurde er zum Vorsitzenden der HP gewählt, die zu jenem Zeitpunkt die größte Oppositionspartei im Parlament war. Da die Halkçı Parti zu diesem Zeitpunkt allerdings wesentlich unpopulärer war als die Demokratik Sol Parti (DSP) und die Sosyal Demokrasi Partisi (SDP), zwei Parteien mit ähnlicher Ausrichtung wie die HP, beschloss Gürkan, Gespräche für eine Vereinigung der drei Parteien aufzunehmen. Obwohl die DSP-Vorsitzende Rahşan Ecevit eine Vereinigung ablehnte, stimmten Gürkan und Erdal İnönü, Vorsitzender der SODEP der Idee zu. Am 3. November 1985 vereinigten sich die beiden Parteien HP und SODEP zur Sosyaldemokrat Halkçı Parti (SHP) und wählten Gürkan zum Vorsitzenden der neuen Partei. 1986 wurde er allerdings durch Erdal İnönü ersetzt.
Gürkan war anschließend stellvertretender Vorsitzender der neuen SHP und wurde 1991 für die Provinz Mersin (damals noch Provinz İçel) in das Parlament gewählt, 1995 für die Provinz Izmir. Er war während der Koalition von DYP und SHP in den 1990er-Jahren unter Tansu Çiller Minister für Arbeit und Soziales. Nach der Neugründung der CHP und dem Ende der SHP wurde er nur passives Mitglied und verließ die Partei später. Kurze Zeit war Gürkan 2002 Mitglied der Yeni Türkiye Partisi, wurde dort aber nicht mehr politisch aktiv.
Aydın Güven Gürkan starb am Morgen des 22. Januar 2006 auf der Intensivstation eines Krankenhauses in Istanbul, in das er kurz zuvor eingeliefert worden war. Er war zuvor drei Jahre lang an Magenkrebs behandelt worden. Nur einen Monat zuvor hatte er einen Herzinfarkt erlitten. Er wurde auf dem Friedhof des Istanbuler Stadtteils Tuzla bestattet.
Gürkan war mit der Film- und Theaterschauspielerin Serap Aksoy verheiratet. Gürkan hat aus erster Ehe mit der Nachrichtensprecherin Ülkü Gürkan İmset eine Tochter.